# Cadaval
Cadaval là một huyện thuộc tỉnh Lisboa, Bồ Đào Nha. Huyện này có diện tích 174 km², dân số thời điểm năm 2001 là 13943 người.